# Panguso
Panguso (chinesisch 盤古搜索, Pinyin Pángǔ sōusuǒ) ist ein chinesisches Unternehmen, das die vorwiegend chinesischsprachig genutzte Websuchmaschine panguso.com betreibt. Im Vergleich zu den in China häufiger verwendeten privatwirtschaftlichen Suchmaschinen, dem chinesisch-amerikanischen Baidu und dem amerikanischen Google sind die beiden Anteilseigner dieses Joint Ventures die staatliche chinesische Nachrichtenagentur Xinhua und der 2011 weltweit größte Mobilfunkanbieter China Mobile.

## Gründung
Die Gründung der Suchmaschine wurde im August 2010 angekündigt, im Dezember 2010 lief eine Beta-Version und Ende Februar 2011 war der offizielle Start. Die Frontseite leitet auf die Kategorie „Nachrichten“ weiter, auf der neben dem Suchfenster auch bereits erste Schlagzeilen zu sehen sind, Nachrichten bilden auch den Schwerpunkt der Suchmaschine. Mit den beiden Partnern haben sich der staatlich-monopolistische größte chinesische Content-Provider Xinhua und der größte chinesische Mobilfunkanbieter (2010: 550 Mio. Nutzer) zusammengetan. Die Suchmaschine soll auf den Handys voreingestellt werden und ist damit auch eine Antwort auf Google, das sein Google-Phone auf den Markt gebracht hat.

## Erfolgsaussichten
Der größte Wettbewerbsnachteil der Suchmaschine ist ihr offiziöser Charakter, da der Internet-Studie der chinesischen Akademie für Sozialwissenschaften zufolge chinesische Internet-Nutzer insbesondere an vielfältigen, perspektivenreichen Informationen außerhalb des staatlichen Informationskanals interessiert sind. Laut Qian Xiaoqian, Vertreter des chinesischen Staatsrates, solle die Suchmaschine „nützliche und gesunde Produkte anbieten und daran arbeiten, die Verbreitung illegaler Inhalte wie Pornografie und Gewaltverherrlichungen einzuschränken“. Die angezeigten Ergebnisse bei Panguso sind stärker als bei Google und noch stärker als bei baidu eingeschränkt.